# 15034 Décines
15034 Décines è un asteroide della fascia principale. Scoperto nel 1998, presenta un'orbita caratterizzata da un semiasse maggiore pari a 2,4122201 UA e da un'eccentricità di 0,1506934, inclinata di 5,79603° rispetto all'eclittica.
Décines-Charpieu, nota anche solo come Décines,  è una cittadina francese vicino a Lione, che è gemellata con Monsummano Terme, luogo di nscita di Luciano Tesi.